# Anticiclon

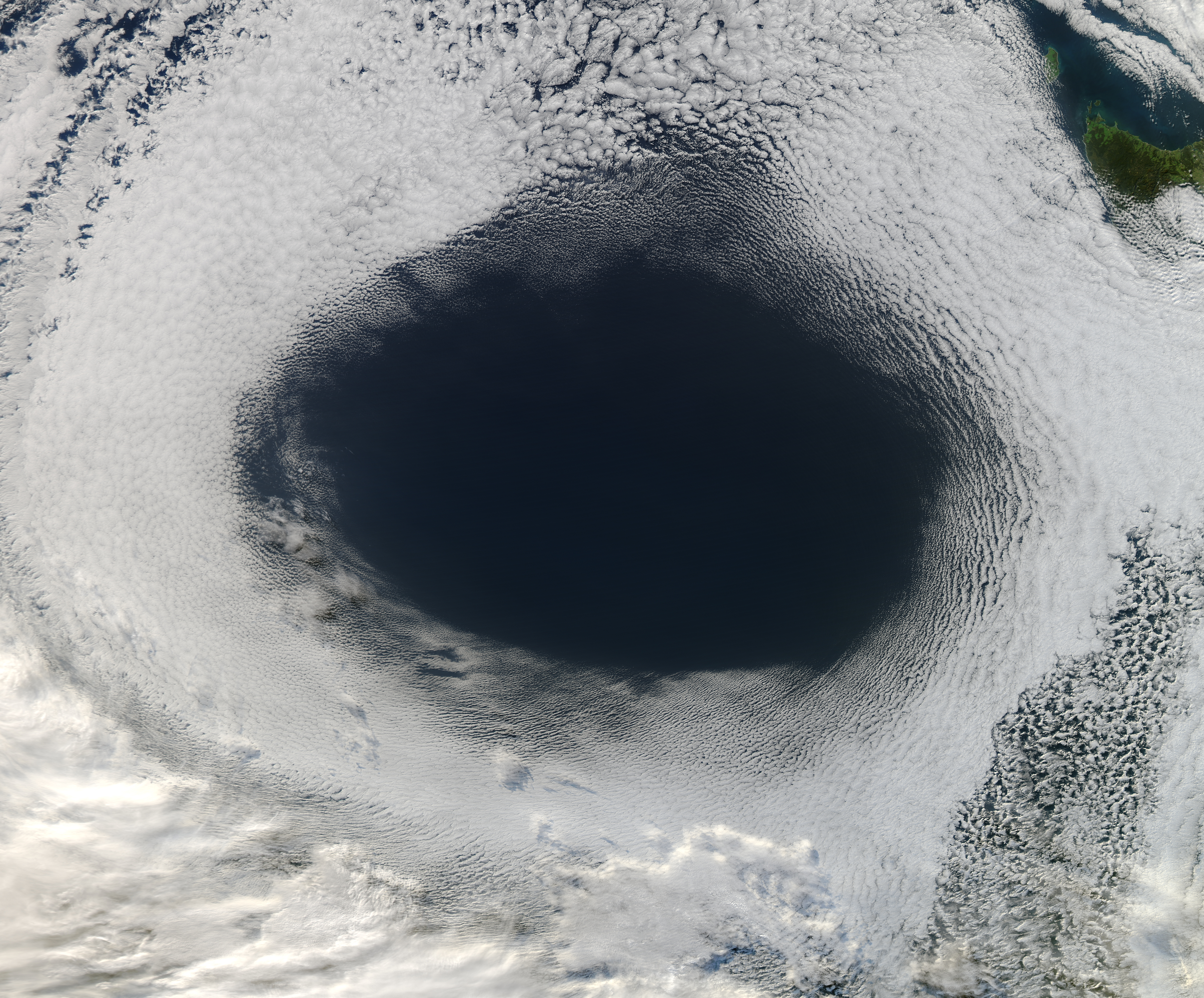
Anticiclon

Anticiclonul este un câmp de înaltă presiune limitat de izobare închise de formă aproape eliptică sau circulară, unde presiunea crește de la periferie spre centru. Acest câmp este caracterizat prin vânturi ce se rotesc în jurul unui centru de înaltă presiune, de la care aerul diverge orizontal și în care predomină mișcările descendente. Aceste vînturi bat în sensul acelor unui ceasornic în emisfera nordică și în sens contrar în emisfera sudică. În general, anticiclonul determină un timp cu nebulozitate redusă, călduros vara și rece iarna.

## Galerie

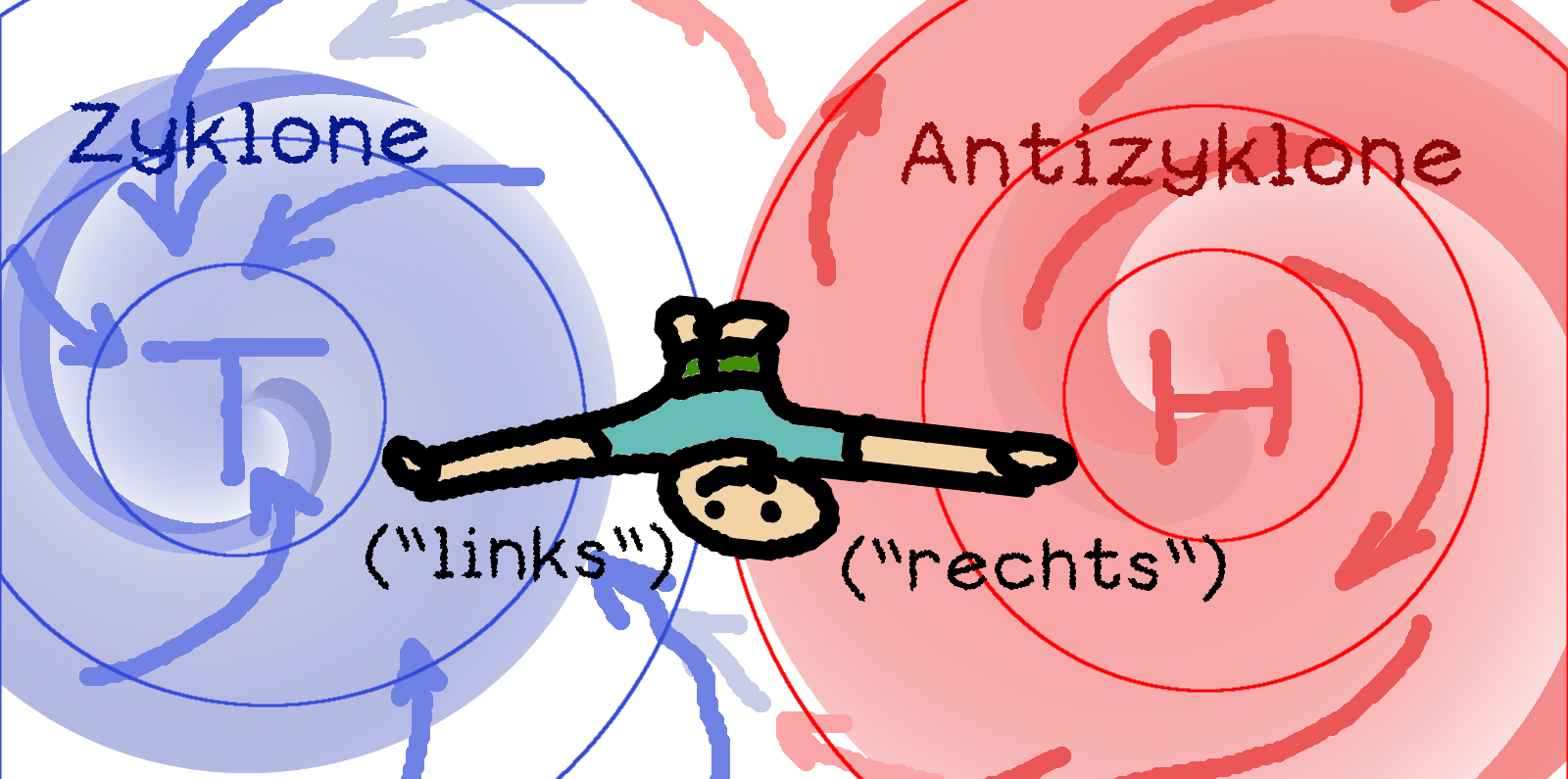
Ciclon și anticiclon
Ciclon și anticiclon
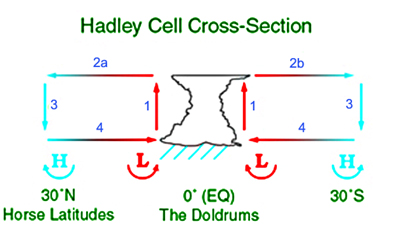
Celula Hadley